# Lorentz Edling

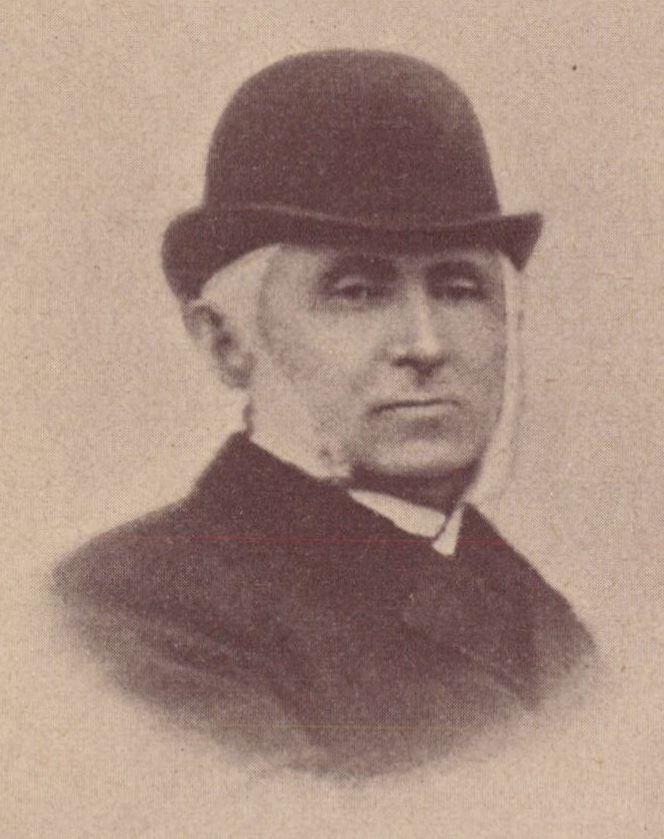
Lorentz Edling.

Lorentz Edling, född 26 augusti 1825 i Söderhamn, död där 17 september 1896, var en svensk grosshandlare. Han var bror till Carl Edling.
Edling, som var son till handlanden och rådmannen Lars Petter Edling och Katarina Asklund, inriktade sig, efter skolgång i Hudiksvall på den merkantila banan, gjorde sitt första lärospån i faderns minuthandelsaffär, som på sin tid var en av de mest betydande i Söderhamn, erhöll därefter anställning i firman Dugge & Settervall i Stockholm och tillbringade där flera år. Han återvände därefter till Söderhamn, blev köpman och övertog faderns affär, men lämnade den ifrån sig efter ett tiotal år och drog sig efter hand tillbaka från affärsverksamheten.
Edling tillhörde stadsfullmäktige oavbrutet från dess inrättande, var medlem av bland annat kyrko- och skolrådet, hamndirektionen och fattigvårdsstyrelsen och i ett flertal kommittéer. Under ett flertal år var han direktör för Gefleborgs Enskilda Banks avdelningskontor i Söderhamn, revisor i ett stort antal företag och direktör i AB Jäderberg & Co, där han verkade till sitt frånfälle.
Edling var en framstående tenorsångare och en av de mest intresserade medlemmarna i Söderhamns sångförening. Han var ogift och testamenterade hela sin förmögenhet till Edlingska stiftelsen för inrättande att hem för pauvres honteux i hans fastighet Pantern 6 i Söderhamn. År 1956 sålde stiftelsen fastigheten till Odd Fellow Helsingia, som under en lång följd av år haft sina lokaler där. Stiftelsen fortlever dock ännu och utdelar medel till behövande äldre personer inom Söderhamns församling.